# Herochroma serrativalva
Herochroma serrativalva är en fjärilsart som beskrevs av Holloway 1982. Herochroma serrativalva ingår i släktet Herochroma och familjen mätare. Inga underarter finns listade i Catalogue of Life.